# Thomas Stoltz Harvey
Thomas Stoltz Harvey (Louisville, 10 de outubro de 1912 – Titusville, 5 de abril de 2007) foi um patologista norte-americano mais conhecido por realizar a autópsia de Albert Einstein, tendo removido ilicitamente o cérebro do físico.
O médico, que trabalhava no mesmo hospital onde Einstein morreu, removeu o cérebro sem ter permissão, [carece de fontes?] e reteve este durante mais de 40 anos, afim de estudar a origem da inteligência de Einstein.